# Sher Chun Wing
Sher Chun Wing (chinesisch 謝俊榮; * 28. Februar 1991) ist eine Tennisspielerin aus Hongkong.

## Karriere
Sher spielt überwiegend Turniere auf der ITF Women’s World Tennis Tour, wo sie bislang aber noch keinen Titel gewinnen konnte.
2023 erhielt sie eine Wildcard mit ihrer Partnerin Lai Ching Laam für das Hauptfeld im Damendoppel der Prudential Hong Kong Tennis Open, einem Turnier der WTA Tour. Sie verlor mit ihrer Partnerin das Erstrundenmatch gegen die an Position zwei gesetzte Paarung Lidsija Marosawa und Katarzyna Piter mit 4:6 und 1:6.